# Trafic d'enfants
Le trafic d'enfants est une forme de traite des êtres humains. Il s'agit d'une activité criminelle portant atteinte aux droits de l'enfant que l'Organisation internationale du travail (OIT) définit comme « toute pratique en vertu de laquelle une personne de moins de 18 ans est remise, soit par ses parents, soit par son tuteur, à un tiers, contre paiement ou non, en vue de l'exploitation de ladite personne ou de son travail ainsi que tout acte de commerce ou de transport dont ladite personne ferait l’objet ». Les causes en sont diverses, allant du contexte socioculturel à des facteurs politiques et économiques (la pauvreté, le conflit armé, etc.). Les victimes sont contraintes au travail forcé, à l'exploitation sexuelle, ou à la participation à la guerre (enfants soldats). Pour lutter contre ce crime, une coopération multisectorielle et internationale est nécessaire.

## Définition
Le trafic d’enfants est défini comme le recrutement, le transport, le transfert, l’hébergement ou l’accueil d’un enfant avec pour objectif son exploitation. Dans ce contexte, l'Organisation internationale du travail (OIT) définit l'enfant comme personne âgée de moins de 18 ans. Pour qu'il y ait trafic, il faut un déplacement dans un pays ou à travers une frontière. L'exploitation, dans ce contexte, est définie comme toute forme d'esclavage ou de pratique ressemblant à l'esclavage, comme la servitude et le servage, le travail forcé ou le recrutement forcé des enfants dans les conflits armés. La menace, l'emploi de la force ou d'autres formes de la coercition, la fraude, le kidnapping, la déception ou l'abus de pouvoir ou d'une situation de vulnérabilité, à tout moment du recrutement et de mouvement n'ont pas besoin d'être présent dans le cas des enfants (autres que les adultes), mais sont néanmoins de fortes indications de la traite des enfants. L'Organisation internationale du travail précise que le terme trafic des enfants englobe « toute pratique en vertu de laquelle une personne de moins de 18 ans est remise, soit par ses parents, soit par son tuteur à un tiers, contre paiement ou non, en vue de l’exploitation de ladite personne ou de son travail ainsi que tout acte de commerce ou de transport dont ladite personne ferait l’objet ».
Les trafiquants exploitent souvent l'extrême pauvreté des parents, leur faisant croire qu'il s'agit d'une occasion par laquelle leur enfant aura la possibilité d'acquérir une formation professionnelle et une source de revenu. En revanche, les enfants des rues peuvent être les victimes du trafic d'enfants et exploités comme enfants soldats, esclaves sexuelles, domestiques, ou agriculteurs etc. Dans de nombreux cas, ces enfants ont perdu l'un ou l'autre de leurs parents sinon les deux.

## Contexte de la cause en Afrique
La traite des enfants peut avoir des causes variées avec un aspect socioculturel, économique ou politique. Particulièrement, en Afrique, le travail des enfants est un recours important de la socialisation de la communauté traditionnelle. Au contraire de la société industrielle, l'expérience de la socialisation est ainsi faite en dehors de l'école. Par contre, la détérioration économique du continent, comme la dévaluation du Franc CFA, les programmes d'ajustement structurels par le Fonds monétaire international (FMI) et la Banque Mondiale ont constitué des facteurs d'amplification du trafic d'enfants. La tendance du trafic reflète généralement les flux migratoires. Le mouvement est toujours des zones plus défavorisées à celles économiquement plus sécurisées (zones urbaines et pays les plus développés, mais aussi les zones rurales offrant des possibilités d'emploi saisonnier).

### Socioculturel
Concernant le concept du travail des enfants, par exemple, dans plusieurs pays de l’ouest de l’Afrique, des enfants font l’apprentissage des règles et d’intégration communautaires en travaillant à l’enfance. C’est plutôt un recours de socialisation essentielle dans la société traditionnelle. Les enfants ont reçu la formation technique ou l’éducation à travers la socialisation en contribuant leurs familles et communauté. Considérer que l'enfant qui travaille est de fait une victime est une posture largement répandue dans les sociétés industrielles. Dans ces sociétés, la socialisation des enfants se fait en premier lieu à l'école. De plus, des parents confient leurs enfants à des membres de la famille ou des amis pour qu'ils reçoivent une éducation à l'ouest de l'Afrique. On peut considérer la pratique de « confiage » comme une adoption partielle, ou un accueil pour renforcer le lien entre des familles. Le tuteur considère le pupille comme son enfant et le prend à sa charge pendant une période. Dans une famille de l'accueil, les enfants aident des affaires domestiques ou travaillent pour contrepartie de leur éducation. Dans ce cas, il n'est pas un esclavage sanctionné, mais un héritage pour l'éducation des enfants. Cette coutume est un contrat mutuel d'échange afin d'éduquer et d'entrainer les enfants. C'est pour cela que le trafic est appelé « abus de la tradition de la famille élargie de l'Afrique ». Dans ce contexte, le trafic est fortement corrélé à la relation entre les parents et le trafiquant. Ce que les trafiquants utilisent et exploitent est l'attachement à la coutume et la situation économique de pauvreté dans un contexte de développement inégal.

### Politique et économique
Des pays en Afrique souffrent de plus bas niveau de la vie au monde avec l'inégalité de la distribution de la richesse, l'urbanisation rapide, non contrôlée, les revenus faibles, le haut taux de chômage et la dette énorme. L’Économie du continent est fortement dépendante de l'exploitation agricole et de ressources minérales, vulnérable au temps et difficile à anticiper. Particulièrement après dans les années de 1980s, la situation économique en Afrique de l'Ouest s'est détériorée avec la dévaluation du franc CFA et la chute des programmes d'ajustements structurels par les institutions internationales financières. Dans ce contexte, la dégradation économique facilite le développement et l'établissement de réseaux criminels transnationaux, et favorise un modèle culturel dans lequel l'argent peut tout acheter, y compris l'impunité, le pouvoir politique, le statut social et la respectabilité. Par conséquent, les trafiquants utilisent les aspirations de ceux qui vivent dans la pauvreté et la recherche de meilleures vies. Des conflits armés dans le continent contribuent au développement de ce crime. Les trafiquants jouent un rôle de recruteurs des enfants soldats à l'ouest de l'Afrique en induisant les enfants et leurs parents par l'argent. Par exemple, de mauvais gouvernements ou les forces de rébellion ont utilisé les enfants kidnappés comme soldats pour gagner la guerre civile. La Côte d'Ivoire, le Liberia, et la Sierra Leone se sont engagés dans le recrutement d'enfants soldats pour gagner la guerre civile ; la Mission des Nations Unies en Sierra Leone(MINUSIL) estime que la majorité des 6 845 soldats était des enfants (dont 529 filles), et au Liberia, environ 10 % des 6 000 soldats étaient des enfants dans la guerre civile qui a commence depuis à la fin de l'année de 1989.

## Types de traite des enfants
Les victimes sont exploitées pour le travail forcé, les activités sexuelles et dans le conflit armé.

### Le travail forcé
Les dernières estimations mondiales de l’OIT sur le travail des enfants montre qu’en Afrique l’élimination du travail des enfants a moins progressé que dans d’autres régions du monde. L’Afrique subsaharienne comporte le plus grand nombre d’enfants économiquement actifs — 26,4 % des 5-14 ans, alors qu’ils représentent 18,8 % en Asie et dans le Pacifique et 5,1 % en Amérique latine. On ne peut pas dire que tous les enfants au travail sont forcés de travailler. En revanche, beaucoup des enfants travaillent dans la pire situation du continent, et ils sont souvent des victimes du trafic.

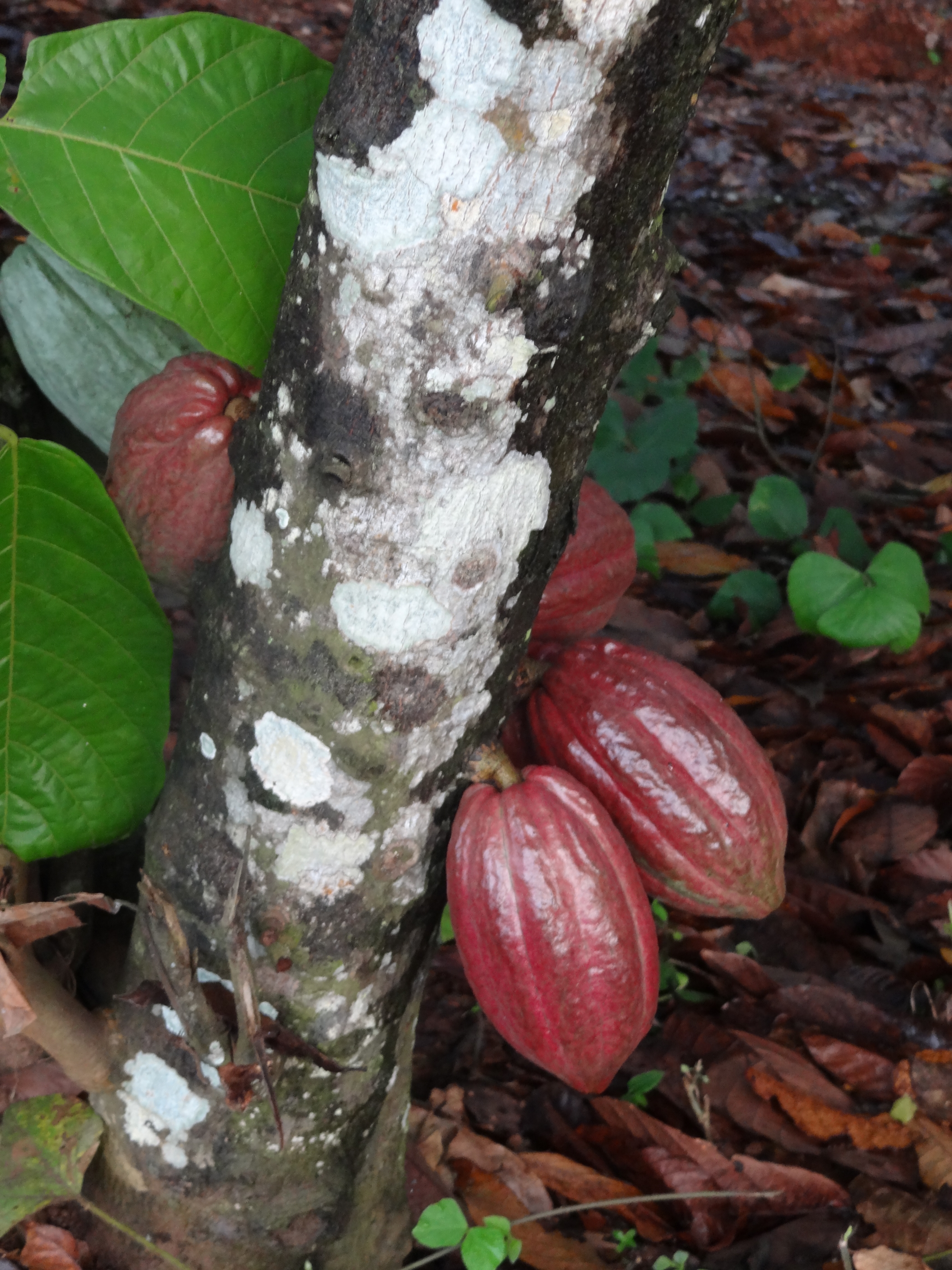
fruit de cacao en Côte d'Ivoire.

Néanmoins, l'Afrique de l'Ouest partage plus de 70 % de la production du Cacao (la Côte d’Ivoire 38 %, le Ghana 21 %, le Cameroun 5 % et le Nigeria 5 %). Donc les revenus de la production du cacao sont très importants pour l'économie des pays à l'ouest de l'Afrique. Par exemple, la Côte d’Ivoire est le plus grand exportateur de cacao, la Côte d’Ivoire et le Ghana sont les deux plus grands producteurs du monde et représentent 80 % de la production totale de l'Ouest de l'Afrique. En revanche, les petits agriculteurs vivent généralement dans la pauvreté, et le prix payé aux agriculteurs par les acheteurs de cacao sont souvent incroyablement bas. Dans le pire des cas, des agriculteurs qui ne possèdent pas leurs terres doivent donner une forte proportion de leurs bénéfices au propriétaire de la terre. Ces facteurs contribuent à créer les conditions d'exploitation du travail et nourrir la demande de travail des enfants Ainsi la faible rentabilité agricole, le manque d'opportunités économique et la réduction des revenus financiers agricoles expliquent le glissement vers une utilisation de la main-d’œuvre enfantine du secteur agricole traditionnel. Plusieurs journaux ont traité le sujet du travail forcé des enfants dans la région ; BBC on a découvert des enfants qui travaillent sans salaire dans les fermes du cacao en Côte d’Ivoire et au Ghana, et qui ensuite ont été vendus ; les journalistes de CNN ont trouvé que certaines des plus célèbres entreprises du monde tolèrent le travail des enfants. La traite et l'esclavage, ne sont pas rares dans cette industrie ; l’ONG Human Rights Watch a révélé au public un rapport sur le trafic d'enfants au Togo et dans le continent ; le rapport décrit comment les enfants, dès l'âge de trois ans, sont exploités comme travailleurs domestiques et agricoles dans plusieurs pays.

### L'exploitation sexuelle
Les enfants sont très vulnérables à l'exploitation sexuelle, surtout dans les situations de conflit. En 2004, l'UNICEF a estimé que 40 % de toutes les femmes et les filles avaient été abusées au Liberia, de plus, la moitié des femmes et filles sierra-léonaises avaient subi des violences sexuelles. Selon l'OIT, 1,39 million de personnes sont victimes de l’exploitation sexuelle à des fins commerciales et 40 à 50 % d’entre elles sont des enfants. Or, de 28 000 à 30 000 enfants de moins de 18 ans, dont environ la moitié ont de 10 à 14 ans, se livrent à la prostitution en Afrique du Sud. En effet, des filles sont influencées de manière disproportionnée, et sont victimes de la traite en particulier pour l'exploitation sexuelle commerciale et le travail domestique des enfants.
L'OIT définit l’exploitation sexuelle commerciale des enfants comprend toutes les activités suivantes :
- l’utilisation de garçons, filles et adolescents dans des activités sexuelles rémunérées en espèces ou en nature (généralement appelée de la prostitution enfantine) dans la rue ou dans des établissements tels que des maisons closes, des discothèques, des salons de massage, des bars, des hôtels et des restaurants, entre autres ;
- la traite de garçons, filles et adolescents à des fins d’exploitation sexuelle commerciale;
- le tourisme sexuel avec des enfants ;
- la production, promotion et distribution de pornographie impliquant des enfants ;
- l’utilisation d’enfants dans des spectacles sexuels (publics ou privés).

Particulièrement, des migrations féminines et travaux des enfants sont souvent associés à la prostitution, à l'exploitation, voire à des formes d'esclavage moderne. Des enfants et femmes de l'ouest de l'Afrique sont victimes de la traite dans la région et en Europe, le Moyen-Orient et la péninsule Arabique. Or, l'augmentation de la prostitution locale concernant les migrations des rurales vers les villes, des centaines de milliers de jeunes femmes et d'enfants sont déplacés vers les centres urbains du Japon, de l'Europe de l'Ouest et de l'Amérique du Nord pour la prostitution.

### Les enfants soldats

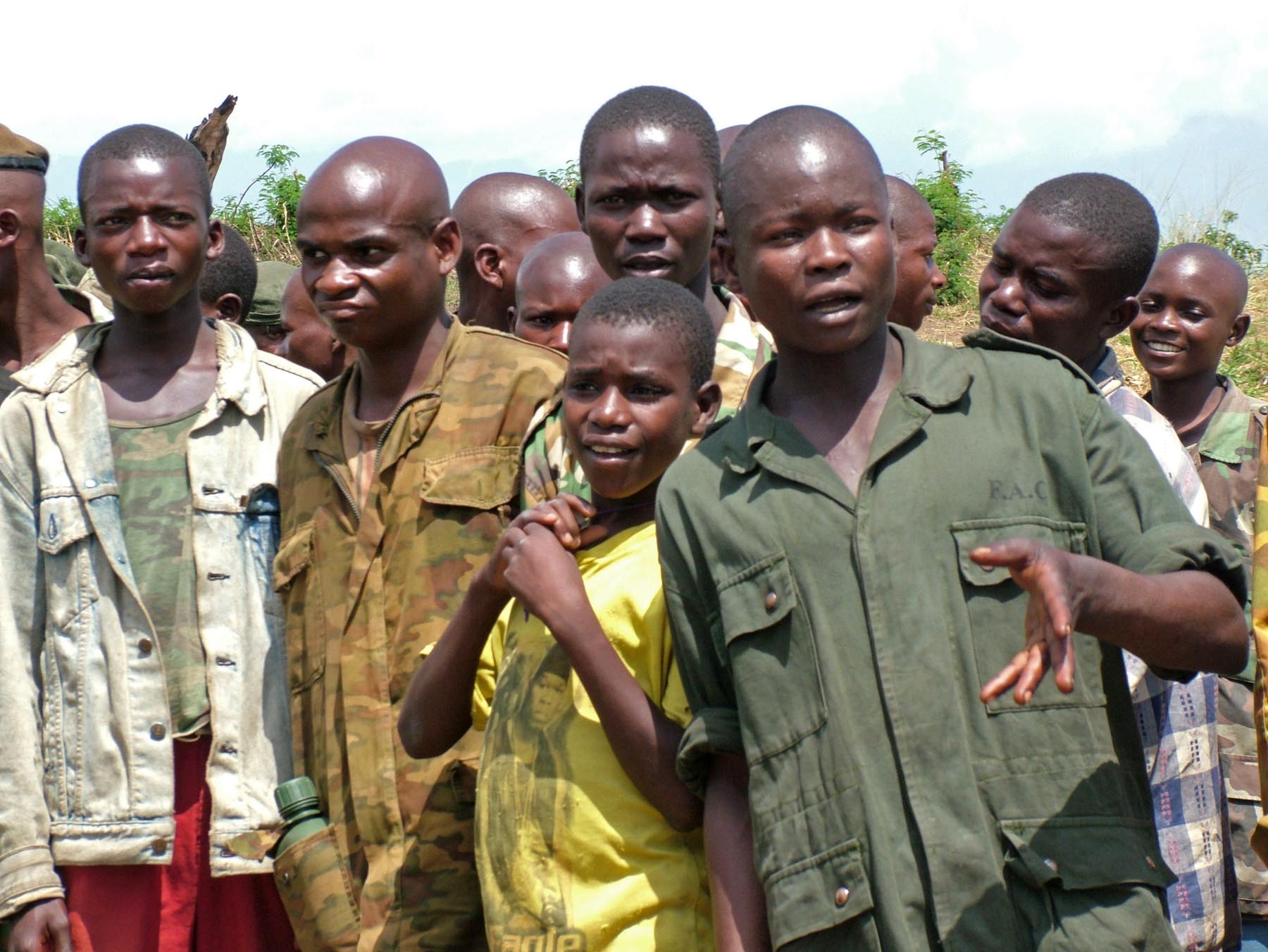
les enfants soldats à la RDC.

l'UNICEF estime que 250 000 enfants sont toujours exploités dans le cadre des conflits armés dans le monde. Les enfants sont kidnappés des écoles, dans la rue, même chez eux. De plus, il y a une assertion que tous les enfants-soldats, à l'exception de ceux qui sont actifs enrôlé dans milices de protection des communautés locales, telles que les Maï-Maï dans la République démocratique du Congo (RDC), sont victimes de la traite des enfants. Et il explique que c'est la raison que le mouvement d'un enfant d'un champ de bataille ou camp à l'autre entraîne toujours des degrés divers de la tromperie, de manipulation ou de force.

En effet, l'UNICEF définit un « enfant soldat » comme : 

« Tout enfant — garçon ou fille — de moins de 18 ans, qui fait partie de quelle sorte de la force armée régulière ou irrégulière ou d'un groupe armé en toute capacité y compris, mais sans s'y limiter: cuisiniers, porteurs, messagers, et n'importe qui accompagne ces groupes autres que les membres de la famille. Il inclut les filles et les garçons recrutés à des fins sexuelles forcées et/ou de mariage forcé. La définition, par conséquent, ne se réfère pas à un enfant qui porte ou a porté des armes. (Sur la base du « Principe du Cap », 1997) »

Dans ce contexte, l'enfant soldat est une forme de traite des enfants parce que les actes requis d'un enfant soldat sont assez dangereux pour interférer avec le droit fondamental d'un enfant pour l'éducation, la santé, et le développement. Les enfants sont kidnappés, mais aussi recrutés par les trafiquants. Les trafiquants séduisent les enfants et leurs parents avec l'argent. Une fois les enfants deviennent des victimes, ils sont exploités non seulement pour un conflit, mais aussi d' forme de l'exploitation sexuelle, ou une mendicité. Au pire cas, ils sont vendus à d'autres trafiquants ou groupes armés même après le conflit.
Particulièrement, dans la plupart des conflits armés en Afrique, surtout l'ouest, y compris ceux en Sierra Leone, le Liberia, le Mozambique, le Soudan, la République démocratique du Congo (RDC), l'Angola, le Rwanda, la Somalie, la Côte d'Ivoire et au Burundi, les enfants de moins de 18 ans ont été recrutés, contraint et manipulé à rejoindre le gouvernement et les rebelles armées et les milices. Afrique représente à lui seul plus de 120 000 enfants soldats répartis dans ces pays déchirés par la guerre. L'ampleur du problème se manifeste par le fait que l'Afrique représente 40 % de l'estimation mondiale totale de 300 000, et le problème de plus, c'est que 40 % de l'estimation globale comprend des filles.

## Dans le monde
Le trafic d'enfants apparait partout dans le monde.

### Amérique, Australie, Extrême-Orient et Pacifique
Ce trafic dans cette zone commence à apparaître. Le trafic est lié pour partie au tourisme et de l'autre aux activités criminelles traditionnelles comme la drogue et la contrebande. Les enfants victimes de trafic travaillent comme saisonniers dans le secteur des services, la domesticité, le trafic de drogue et l’exploitation sexuelle. Il y a une grande disparité de revenus entre pays de cette zone. Les enfants servent le marché du travail comme main d'œuvre peu qualifié et alimentent l’industrie du sexe. Les enfants sont recrutés par le biais du système des fiancées ou des « fils » par correspondance.

### Europe
En Europe, et plus particulièrement en Europe de l'Est et en Europe du Sud-Est, l’effondrement de la société post-soviétique, la progression constante de la pauvreté et du chômage, les conflits et l’espoir d’un avenir meilleur précipitent les enfants, les adolescents et les adultes dans les mailles du trafic aux mains de réseaux mafieux. Cela est permis par l'ouverture des frontières permettant d’emprunter les mêmes itinéraires que les mouvements migratoires traditionnels. Les enfants victimes de trafic servent comme source de main-d’œuvre non qualifiée, ainsi que pour l’industrie du spectacle[réf. nécessaire] et la prostitution. Un nombre restreint d’enfants tombent dans la petite criminalité. Ce trafic à destination de l’Europe occidentale provient du lien entre d’une part une demande de main-d’œuvre bon marché émanant d'employeurs et d’autre part de familles dans le besoin. Le secteur de la prostitution - par la promesse illusoire de revenus meilleurs et d'indépendance économique - crée un vaste marché pour les enfants et les adolescents. En Europe du Nord, le trafic part des pays baltes vers des grandes agglomérations riches de la Scandinavie. Le trafic des enfants alimente la mendicité, le petit commerce de rues, la main-d’œuvre non qualifiée et la prostitution.

### Asie
Les pays de l'Asie centrale et de la CEI sont des zones pourvoyeuses et transitaires du trafic qui est favorisé par l’effondrement de la société consécutif à la dépression économique et par l’apparition de la petite délinquance. Les enfants et surtout les adolescents victimes de trafic alimentent le secteur des services, l’industrie du spectacle, la prostitution et la pornographie et sont souvent recrutés par le système des « fiancées par correspondance ».
En Asie du Sud-Est, le trafic se fait des régions rurales vers les villes, des zones pauvres vers les zones riches. Les enfants alimentent l’industrie du sexe, le secteur des services, le secteur industriel et l’agriculture et ils sont également exploités dans la mendicité et le petit commerce de rues. Les jeunes femmes sont également victimes du système des “fiancées par correspondance” et elles sont souvent recrutées à des fins de domesticité. L’exploitation des enfants profitent de la pauvreté, de la situation familiale et de l’ignorance qui déterminent également la nature du trafic basé sur la tromperie, l'esclavage pour dettes et les disparités économiques. Les enfants victimes de trafic servent la prostitution, l’industrie du tapis et de l’habillement, la mendicité et le petit commerce de rues, la construction, les plantations de thé, l’industrie manufacturière et les briqueteries. Dans certains pays, les enfants finissent comme serviteurs ou combattants de milices armées.
En Chine, le chef adjoint des services d'enquêtes sur les crimes indique qu'entre 30 000 et 60 000 enfants disparaissent chaque année en Chine sans pouvoir indiquer toutefois le pourcentage attribué au trafic humain. 
En Inde, près de 63 000 enfants ont été portés disparus en 1963, selon des estimations de l'ONG indienne Child Rights and You. Le seul État du Bengale occidental en comptait 14 671 en 2014. Les enfants sont kidnappés, parfois achetés aux parents qui ne peuvent plus les nourrir, et sont employés par exemple dans des briqueteries ou pour la fabrication de bijoux de fantaisie, où sont mis à profit leurs petits doigts et leur vue acérée, ou encore exploités par des particuliers comme domestiques ou esclaves du sexe.

### Afrique
Plusieurs pays côtiers d'Afrique de l'Ouest sont accusés par des ONG de pratiquer l'esclavage des enfants.
Des enquêtes ont eu lieu pour mettre en lumière un trafic d'enfants achetés au Bénin et revendus au Congo-Brazzaville pour travailler sur des bateaux de pêche à Pointe-Noire. Dans plusieurs pays, des enfants continuent d'être victimes de l'esclavagisme. Des initiatives ponctuelles font découvrir ce phénomène. En Afrique, le trafic des enfants provient d'une coutume permettant de placer les enfants auprès de membres de la famille ou auprès de tuteurs lorsque les parents sont en difficulté notamment la kafala. Également l'enlèvement d'enfants par des milices alimentent ces trafics à la suite des nombreux conflits émaillant cette partie du monde. Les enfants victimes de trafic constituent une main-d’œuvre bon marché alimentant divers secteurs : domesticité, travail dans des entreprises familiales, plantations et mines, exploitation sexuelle. Ils sont également utilisés par les milices dans les zones de conflit.

## Actions et mesures de lutte contre le phénomène
La traite des enfants est un crime selon le droit international, et une violation des droits de l'enfant conformément à la Convention relative aux droits de l'enfant (1989). Mais en même temps, ce sont des affaires. Donc la clé de la lutte contre la traite des enfants est concernant les rendre défavorable. Cela peut être fait en diminuant les recettes grâce à ; la fermeture des lieux de travail d'exploitation ; la confiscation ; le blocage des biens des trafiquants (qui pourrait être utilisé pour compenser les victimes) ; l’augmentation des coûts de la traite aux trafiquants ; le démantèlement traite les opérations ; l’établissement des obstacles aux trafiquants (Par exemple, l’amélioration de la surveillance des frontières et de lutte contre la corruption) et l'augmentation de la probabilité de poursuite et de condamnation.
Le principal programme international et intergouvernemental visant l'élimination du trafic d'enfants est le Programme international pour l'abolition du travail des enfants (IPEC) de l'Organisation internationale du travail (OIT). Pour mieux régler ce crime, il propose une approche multisectorielle et une coordination des organisations, gouvernements et sociétés civiles concernées parce que la traite n'est pas un problème qu'un seul gouvernement ou une organisation peuvent résoudre. Des solutions à la traite des enfants, ou "les actions contre la traite", peuvent être grossièrement classés en quatre catégories par l'IPEC :
- la Protection large - pour protéger les enfants et anciennes victimes qui peuvent être victimes de la (re)traite ;
- la Prévention - du crime de la traite des enfants et l'exploitation qui en est le résultat final ;
- l'Exécution de la loi - en particulier dans un contexte de travail et aux lois et règlements du travail concernés ;
- l'Assistance aux victimes - portant les types de réponses nécessaires pour aider les victimes de la traite et réduire leur vulnérabilité de la retraite.

Concernant des mesures contre le travail des enfants, des dispositions volontaires ont été prises (sous la pression des médias et des instances politiques) sous forme de chartes et de codes de conduite d'entreprises, notamment par la signature en 2001 du Protocole sur la culture et le traitement des fèves de cacao et la création en 2002 de l'International Cocoa Initiative. La généralisation du commerce équitable des produits qui sont souvent actuellement le fruit du travail d'enfants victimes de trafic est proposée comme constituant une partie de la solution au problème. Par contre, bien que plusieurs mesures et résolutions des institutions internationales existent, certaine revendique que c'est plutôt "une protection de papier" à cause des faillites et refus de la communauté internationale pour l'exécution de ses propres normes sur les enfants soldats. Par conséquent, les enfants sont encore régulièrement recrutés et utilisés dans des guerres sanglantes de l'Afrique. Pour lutter contre l'exploitation sexuelle des enfants, l’UNICEF et l’Organisation mondiale du tourisme et ECPAT international (Réseau contre la prostitution enfantine, la pornographie enfantine, et le trafic d’enfants à des fins sexuelles) ont lancé un Code de conduite pour la protection des enfants contre l’exploitation sexuelle dans le secteur du voyage et du tourisme.

### Filmographie
- Trafic d'enfants, au cœur de l'Europe, ARTE, 2018 (Prix média ENFANCE majuscule 2019 (mention) Catégorie Documentaire tourné à l'étranger)